# La chica de CIPOL

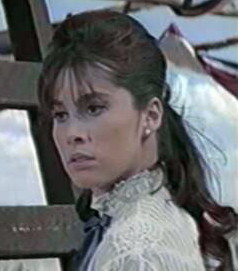
April Dancer (Stefanie Powers) protagonista de La chica de CIPOL.

La chica de CIPOL (título original en inglés: The Girl from U.N.C.L.E.) es una serie de televisión estadounidense creada por Sam Rolfe para la compañía Arena Productions, filmada en los estudios de la Metro-Goldwyn-Mayer y emitida por la cadena NBC desde septiembre de 1966 hasta su cancelación en abril de 1967.

## Historia
Durante la segunda temporada de la exitosa serie El agente de CIPOL (The Man from U.N.C.L.E.) sus productores decidieron experimentar la incorporación de nuevos agentes, entre ellos, una mujer.
Fue así que el 25 de febrero de 1966, en el episodio llamado "El asunto del lápiz labial" (The moonglow affair), bajo la dirección de Joseph Sargent, hicieron su debut April Dancer, una agente novata de 24 años, y el veterano Mark Slate. En aquella ocasión, un dispositivo radiactivo de THRUSH incapacitaba a Solo y Kuryakin para cumplir sus misiones. Ante la emergencia, Dancer y Slate son designados para continuar y resolver el caso.
Los roles originales estuvieron a cargo de Mary Ann Mobley (Miss América 1959) y Norman Fell. En esta versión, Slate era un veterano a punto de retirarse al cual el jefe de CIPOL, el Sr. Waverly (Leo Gratten Carroll), le solicita que colabore con la nueva agente y actúe como su mentor.
En un primer momento, se pensó en llamar a la nueva agente Cookie Fortune, pero finalmente se optó por April Dancer, nombre que ya había sido sugerido por Ian Fleming, el creador de James Bond, como compañera de Napoleón Solo antes de que los productores se decidieran por el personaje de Illya Kuryakin.
Al iniciar la producción de la nueva serie, se decidió cambiar las características de los personajes y también a los actores que les darían vida. Fue así como Stefanie Powers y Noel Harrison (hijo de Rex Harrison) asumieron ese compromiso, dando origen a un dúo con menor diferencia de edad.
La Chica de CIPOL no tuvo el éxito de su serie hermana y fue cancelada luego de 29 episodios a causa de su baja audiencia. En algunos países la serie se publicitó bajo el nombre de Miss Solo, pese a que el personaje de April Dancer y Napoleón Solo no tenían ningún vínculo salvo el de ser colegas.

## Argumento
La serie trataba sobre la agente secreta April Dancer, y su compañero Mark Slate. También estaban el agente Randy Kirby y el jefe de todos ellos, el Sr. Alexander Waverly. Trabajaban para una agencia de seguridad internacional, la cual no respondía a un solo gobierno en particular sino a varios. Esto daba lugar a que en sus filas hubiese personal ideológicamente antagónico para esa época: soviéticos, británicos, estadounidenses, etc.

Stefanie Powers y Noel Harrison, en 1966.

Dicha organización se llamaba U.N.C.L.E. (United Network Command for Law and Enforcement), en Latinoamérica se decía que CIPOL significaba Comisión Internacional para la Observancia de la Ley.
El cuartel central de CIPOL estaba en la ciudad de Nueva York y generalmente los agentes accedían a él por un pasaje secreto ubicado en la sastrería Del Floria. Otro ingreso era a través de un club llamado "The Masque". Al ser el jefe mundial de la organización, el Sr. Waverly tenía una entrada secreta para su uso exclusivo.

## Elenco
| Actor/actriz        | Personaje         |
| ------------------- | ----------------- |
| Stefanie Powers     | April Dancer      |
| Noel Harrison       | Mark Slate        |
| Leo Gratten Carroll | Alexander Waverly |
| Randy Kirby         | Randy Kovacs      |
| Fred M. Waugh       | Cavalier          |
| Thordis Brandt      | Miss Ibsen        |

### Actores invitados
- Edward Asner
- Joan Blondell
- Tom Bosley
- John Carradine
- Daily Flash (banda de rock).
- Jack Cassidy
- Ellen Corby
- Wally Cox
- Yvonne De Carlo
- Dom DeLuise
- Bernard Fox
- Stan Freberg
- Hermione Gingold
- Boris Karloff
- Peggy Lee
- Fernando Lamas
- Raymond Massey
- Luciana Paluzzi
- Brock Peters
- Leslie Uggams
- Alejandro Rey
- Ruth Roman
- Cesar Romero
- Gena Rowlands
- Olan Soule
- Ann Sothern
- Robert Vaughn
- Carol Wayne
- Michael Wilding

## Equipo de producción
| Integrante         | Ocupación              |
| ------------------ | ---------------------- |
| Sam Rolfe          | Creador                |
| Norman Felton      | Productor ejecutivo    |
| David Victor       | Supervisor             |
| Douglas Benton     | Productor              |
| George Lehr        | Productor asociado     |
| Max Hodge          | Productor asociado     |
| Richard Spero      | Escenógrafo            |
| Henry Grace        | Escenógrafo            |
| James L. Berkey    | Escenógrafo            |
| Franklin Milton    | Supervisor de sonido   |
| Alexander Mack     | Supervisor musical     |
| John D. Dunning    | Supervisor de edición  |
| Harkness C. Smith  | Director de fotografía |
| George W. Davis    | Director de arte       |
| Charles K. Hagedon | Director de arte       |
| John Baxter Rogers | Editor                 |
| Jack Kampschroer   | Editor                 |
| Albert P. Wilson   | Editor                 |
| Richard C. Bennett | Asistente de dirección |
| Ray DeCamp         | Asistente de dirección |

### Directores
- Richard C. Bennett
- John Brahm
- Herschel Daugherty
- E. Darrell Hallenbeck
- Alf Kjellin
- Mitchell Leisen
- Sherman Marks
- Leo Penn
- Richard C. Sarafian
- Joseph Sargent
- Barry Shear
- Jud Taylor

### Guionistas
- Anthony Barrett
- Max Hodge
- Joseph Calvelli
- Samuel A. Peeples
- Boris Sobelman
- Arthur Weingarten
- John O'Dea
- Arthur Rowe
- Richard Matheson
- Jerry McNeely
- Robert Bloch
- Richard DeRoy
- Dean Hargrove

### Música
El tema de apertura de la serie fue una variación —interpretada por Dave Grusin— del que Jerry Goldsmith había compuesto para la serie original El agente de CIPOL.
El resto de la música incidental fue compuesta por Jack Marshall, Richard Shores y el propio Dave Grusin. Al Mack se desempeñó como supervisor musical.

## Episodios
| Número | Estreno                  | Nombre original (en inglés)     | Título en español                         |
| ------ | ------------------------ | ------------------------------- | ----------------------------------------- |
| 1      | 13 de septiembre de 1966 | The Dog-Gone Affair             | El asunto del lance perruno               |
| 2      | 20 de septiembre de 1966 | The Prisoner of Zalamar Affair  | El asunto del prisionero de Zalamar       |
| 3      | 27 de septiembre de 1966 | The Mother Muffin Affair        | El asunto de Mamá Muffin                  |
| 4      | 4 de octubre de 1966     | The Mata Hari Affair            | El asunto Mata Hari                       |
| 5      | 11 de octubre de 1966    | The Montori Device Affair       | El asunto de la unidad Montori            |
| 6      | 18 de octubre de 1966    | The Horns-of-the-Dilemma Affair | El asunto del torero                      |
| 7      | 25 de octubre de 1966    | The Danish Blue Affair          | El asunto del queso Rabe                  |
| 8      | 1 de noviembre de 1966   | The Garden of Evil Affair       | El asunto de gran altura                  |
| 9      | 15 de noviembre de 1966  | The Atlantis Affair             | El asunto Atlántida                       |
| 10     | 22 de noviembre de 1966  | The Paradise Lost Affair        | El asunto del paraíso perdido             |
| 11     | 29 de noviembre de 1966  | The Lethal Eagle Affair         | El asunto del águila mortal               |
| 12     | 6 de diciembre de 1966   | The Romany Lie Affair           | El asunto de la mentira romana            |
| 13     | 13 de diciembre de 1966  | The Little John Doe Affair      | El asunto del pequeño desconocido         |
| 14     | 20 de diciembre de 1966  | The Jewels of Topango Affair    | El asunto de las joyas de Topango         |
| 15     | 27 de diciembre de 1966  | The Faustus Affair              | El asunto Fausto                          |
| 16     | 3 de enero de 1967       | The U.F.O. Affair               | El asunto del O.V.N.I.                    |
| 17     | 17 de enero de 1967      | The Moulin Ruse Affair          | El asunto del molino truculento           |
| 18     | 24 de enero de 1967      | The Catacomb and Dogma Affair   | El asunto del dogma y las catacumbas      |
| 19     | 31 de enero de 1967      | The Drublegratz Affair          | El asunto Drublegratz                     |
| 20     | 7 de febrero de 1967     | The Fountain of Youth Affair    | El asunto de la fuente de la juvedtud     |
| 21     | 14 de febrero de 1967    | The Carpathian Caper Affair     | El asunto de la travesura de Los Cárpatos |
| 22     | 21 de febrero de 1967    | The Furnace Flats Affair        | El asunto de Furnace Plate                |
| 23     | 28 de febrero de 1967    | The Low Blue C Affair           | El asunto del duelo de la ruleta          |
| 24     | 7 de marzo de 1967       | The Petit Prix Affair           | El asunto de Petit Prix                   |
| 25     | 14 de marzo de 1967      | The Phi Beta Killer Affair      | El asunto del asesino Pi Beta             |
| 26     | 21 de marzo de 1967      | The Double-O-Nothing Affair     | El asunto doble-o-nada                    |
| 27     | 28 de marzo de 1967      | The U.N.C.L.E. Samurai Affair   | El asunto del samurai de C.I.P.O.L.       |
| 28     | 4 de abril de 1967       | The High and the Deadly Affair  | El asunto de gran altura                  |
| 29     | 11 de abril de 1967      | The Kooky Spook Affair          | Un asunto de familia                      |

## Cómics y tarjetas coleccionables
En enero de 1967, una revista semanal de historietas británica para el público femenino, Lady Penélope, reemplazó el cómic El agente de CIPOL (el cual había publicado desde enero de 1966) con su contraparte femenina, La chica de CIPOL. Fueron solo cinco historias creadas por el Gold Key Comics. También se editó en el Reino Unido un set de 25 tarjetas coleccionables que complementaban la colección de El Agente de CIPOL. Dicha edición fue la única que tuvo ese set.
La versión en español fue editada solo en México por Ediciones Novaro en su publicación Domingos alegres a fines de los años 60s, en sus números 710, 744, 756, 788 y 803.

## Novelas
La chica de CIPOL fue protagonista de cinco novelas en el Reino Unido, de las cuales dos fueron publicadas en los Estados Unidos:
- The Birds of a Feather Affair de Michael Avallone.
- The Blazing Affair de Michael Avallone.
- The Global Globules Affair - Simon Latter (publicado en Reino Unido y en Francia como L'affaire des Globules).
- The Golden Boats of Tatadata Affair - Simon Latter (publicado en el Reino Unido solamente).
- The Cornish Pixie Affair - Peter Leslie (publicado en el Reino Unido solamente).

A diferencia de los argumentos televisivos, las novelas eran bastante serias y realistas. Por ejemplo, la novela The Birds of a Feather Affair termina en tragedia para April Dancer cuando el personaje civil 'inocente', la persona común que suele haber en cada episodio, muere a pesar de que la agente finalmente captura a los villanos.
Ninguna de estas novelas fue publicada en español.

## Parodias
La chica de CIPOL se caracterizó por el humor absurdo. Las situaciones ridículas eran habituales en las misiones de April y Mark. Como si esto no fuera suficiente, el 13 de noviembre de 2007 se estrenó una película erótica que parodiaba a esta serie: La chica de B. I. K. I. N. I. (The girl from B.I.K.I.N.I.).
Escrita y dirigida por Fred Olen Ray, fue protagonizada por Beverly Lynne, Nicole Sheridan y Brad Bartram.
Se trataba de una misión de Tania X, una sensual agente de una organización llamada BIKINI (Bureau of International Knowledge, Intelligence and Nonstandard Investigations: ‘oficina internacional de investigaciones no estándares, inteligencia y conocimiento’). Hubo dos secuelas de este filme, Bikini Royale 1 (2008) y Bikini Royale 2 (2010).

## Edición en DVD
En agosto de 2011, Warner Brothers lanzó a la venta The girl from U.N.C.L.E.: The Complete Series Part One & Part Two en DVD para la región 1 por primera vez, como parte de la Warner Archive Collection. Los 29 capítulos de la serie fueron editados en 4 discos. Su venta se realiza exclusivamente para los Estados Unidos a través del portal de Warner Brothers en internet.